# Efferia albispinosa
Efferia albispinosa är en tvåvingeart som först beskrevs av Macquart 1850.  Efferia albispinosa ingår i släktet Efferia och familjen rovflugor. Inga underarter finns listade i Catalogue of Life.